# ペルメアーゼ
ペルメアーゼまたは透過酵素（英: Permease，または英語風にパーミエース）は膜輸送蛋白質の一つであり、濃度勾配の方向に特定の分子を細胞内外に拡散させる、促進拡散の一種である複数回貫通型蛋白質の一種である。
ペルメアーゼへの結合は、膜間転送の最初のステップである。大腸菌由来のLacY蛋白質はペルメアーゼの一例である。